# بوليجيلين
بوليجيلين( Polygeline )، الذي يُباع تحت الإسم التجاري هيماسيل(Haemaccel )؛من بين أسماء أخرى، هو نوع من المواد الغروانية الوريدية المستخدمة لعلاج صدمة نقص حجم الدم .   و يشمل ذلك الحالات الناجمة عن النزيف، وفقدان السوائل، والتهاب البنكرياس .   و يعطى عن طريق الحقن في الوريد. 
قد تشمل الآثار الجانبية لهذا الدواء على؛ الحساسية المفرطة ، مع الصفير، و انخفاض ضغط الدم، والشرى الذي يحدث في حوالي 0.8٪ من الحالات.    لا يغير مطابقة الدم .  و يمكن استخدامه كذلك لدى الأشخاص الذين يعانون من مشاكل في الكلى.  و هو مكون من الجيلاتين من عظام البقر.   كما أنه يحتوي على كلوريد الصوديوم، وكلوريد البوتاسيوم، و كلوريد الكالسيوم . 
صنع لأول مرة في عام 1962 بواسطة Schmidt-Thome.  بينما يستخدم في أوروبا، فهو غير متوفر في الولايات المتحدة.  وهو مدرج في قائمة منظمة الصحة العالمية للأدوية الأساسية كبديل للديكستران 70 .  و هو لم يعد باهظ الثمن اعتبارًا من عام 2005. 